# Rosenhan-experimentet
Rosenhan-experimentet brukar en undersökning kallas som den amerikanske psykologen David Rosenhan (1929-2012) skildrade i en artikel i tidskriften Science 1973. Åtta friska personer hade uppsökt psykiatriska sjukhus och kliniker och uppgett att de led av hörselhallucinationer. Samtliga blev inlagda, oftast med diagnosen schizofreni. Med experimentet ville Rosenhan undersöka hur välgrundade psykiatriska diagnoser var. Artikeln väckte mycket debatt både i USA och utomlands och ledde till förändringar inom psykiatrisk diagnostik och vård.

## ”On being sane in insane places”
I sin artikel On being sane in insane places (1973) i den amerikanska tidskriften Science ställer psykologen David Rosenhan frågor om tillförlitligheten, innebörden och nyttan av ord som ”mentalsjukdom” och ”schizofreni”. Han ifrågasätter inte att vissa beteenden är ovanliga eller konstiga, inte heller att ångest och depression existerar. Däremot menar han att de diagnoser som beteendena leder till kan vara både dåligt underbyggda och direkt skadliga. Teoretiskt hänvisar han till sociologerna Howard S. Becker,  Erving Goffman och Thomas J. Scheff samt till psykiatrikerna R.D. Laing och Thomas Szasz.

### Experimentet
För att utröna om de diagnostiska metoder som användes vid psykiatriska kliniker kunde särskilja friska från sjuka genomförde Rosenhan ett experiment där en grupp friska personer simulerade sjukdom. Ett annat syfte var att studera hur sjukhuspersonalen interagerade med patienterna. 
Åtta pseudopatienter (Rosenhans benämning) däribland Rosenhan själv, uppsökte tolv olika sjukhus i fem amerikanska delstater. En nionde deltagare uteslöts i rapporten eftersom han inte helt hade följt Rosenhans instruktioner. Artikeln nämner inte pseudopatienternas namn och inte heller vilka sjukhus som uppsöktes. Personerna uppgav för personalen att de sedan några veckor hörde röster som sade ”tom”, ”ihålig” och ”duns” (”empty”, ”hollow” och ”thud”). Samtliga blev inlagda, de flesta med diagnosen schizofreni. Genast efter inskrivningen upphörde rösterna och patienterna betedde sig helt normalt. De medicinerades med psykofarmaka men spottade ut tabletterna utan att personalen märkte det. Ingen av pseudopatienterna avslöjades av personalen, däremot trodde många medpatienter att de bluffade. Det dröjde mellan 7 och 52 dagar (med ett genomsnitt på 19 dagar) innan patienterna blev utskrivna. De hade då kvar sin sjukdomsdiagnos fast med tillägget att de var symptomfria (”schizophrenia in remission”).
Personalen, i synnerhet psykiatrikerna, tillbringade inte mycket tid tillsammans med patienterna. Tvärtom distanserade de sig både bildligt och bokstavligt från de psykiskt sjuka. Rosenhan jämför med studier från somatiska kliniker där personalen hade visat ett mycket större positivt intresse för patienterna.
Rosenhan gjorde en uppföljning på ett nytt sjukhus. Man kom överens om att Rosenhan de kommande tre månaderna till sjukhuset skulle skicka minst en person som skulle simulera psykisk sjukdom och försöka bli inlagd. Efter de tre månaderna rapporterade sjukhuset att man tagit emot 193 patienter, varav psykiatriker med hög grad av säkerhet hade bedömt 23 vara simulanter. I själva verket hade Rosenhan inte skickat någon enda pseudopatient.

### Rosenhans analys
Varför gav psykiatrikerna psykiskt friska människor diagnosen schizofreni? Ett enkelt svar, skriver Rosenhan, kan vara att läkarna ville vara på den säkra sidan. Om man var osäker vid inskrivningen kändes det tryggare att sjukförklara en frisk person än det omvända.
Rosenhan menar sedan att observationerna ger ett kraftigt stöd för stämplingsteorin. Den som en gång fått stämpeln – etiketten eller diagnosen – schizofreni får i fortsättningen sitt beteende förklarat av sin sjukdom. Samma beteende som hos friska tolkas som normalt tolkas hos sjuka som abnormt. Psykiatrisk diagnostik förlägger ofta källan till det onormala beteendet till individen, inte till de stimuli individen utsatts för. Efter utskrivning finns stämpeln kvar i patientens relationer med vänner och bekanta. Den kan även internaliseras, alltså införlivas med självbilden.
En viktig faktor är också sjukhusens hierarkiska struktur. Personalgruppen med lägst status, skötarna, identifierar sig uppåt och distanserar sig från patienterna eftersom dessa bär på ett stigma, mentalsjukdom. Patienterna blir avpersonaliserade, maktlösa och förödmjukade.

## Reaktioner på artikeln
Artikeln väckte starka reaktioner, både i fackkretsar och i dagspress. New York Times gav ett referat redan två dagar efter publiceringen i Science. I Sverige skrev Dagens Nyheter strax därpå två artiklar om Rosenhans studie. Artikeln blev en av de mest citerade inom psykiatri och kom att i hög grad bidra till reformer inom diagnostik och vård. 1973 använde man inom psykiatrin version 2 av Diagnostic and Statistical Manual of Mental Disorders (DSM-2) för att ställa psykiatriska diagnoser. 1980 utkom version 3 (DSM-3). Den angav mycket tydligare vilka kriterier som måste vara uppfyllda för att ställa exempelvis diagnosen schizofreni. Förändringen skedde delvis på grund av Rosenhans artikel.
I Sverige har det så sent som 2019 publicerats artiklar i dags- och veckopress som stödjer sig på Rosenhan-experimentet.
Rosenhans uppsats åberopades ofta som stöd för stämplingsteorin men kritiserades också häftigt av psykiatriker som menade att Rosenhans tolkning av observationerna var missvisande. Det kanske kraftigaste avståndstagandet kom från psykiatrikern Robert L. Spitzer. I en artikel 1975 avfärdar han fullständigt Rosenhans undersökning och kallar den pseudovetenskaplig. Han är kritisk både mot försökets upplägg och mot Rosenhans slutsatser. Några (av många) brister är enligt Spitzer:
- Det framgår inte vilka de tretton sjukhusen var. Andra forskare kan därför inte ta ställning till om Rosenhans beskrivning ger en korrekt eller missvisande bild av händelseförloppet.
- Pseudopatienterna betedde sig inte normalt när de var inlagda. En frisk person skulle inte stillatigande acceptera att inte få lämna anstalten.
- Elva av de tolv patienterna skrevs ut med diagnosen ”schizophrenia in remission”. Enligt Spitzer är detta en synnerligen ovanlig diagnos och det är därför mycket anmärkningsvärt att nästan alla fick den.
- Att simulanter feldiagnostiseras visar inte att ”äkta” patienter också riskerar att få fel diagnos.
- Tvärtemot Rosenhan menar Spitzer att experimentet inte på något sätt stödjer stämplingsteorin.

## "The Great Pretender"
David Rosenhan avled 2012 efter en längre tids sjukdom. I november 2019 publicerade journalisten Susannah Cahalan boken The Great Pretender, ett resultat av sex års undersökning av Rosenhan-experimentet. Cahalan försöker ta reda på vilka pseudopatienterna var och komma i kontakt med dem, hon intervjuar Rosenhans medarbetare och andra med kännedom om honom och hon studerar Rosenhans efterlämnade dokument. Cahalan lyckas bara finna spår av två pseudopatienter utöver Rosenhan själv. När hon intervjuar dem ger dessa en helt annan bild av skeendet än det som Rosenhan hade beskrivit. En av dem hade en mycket positiv bild av den omsorg personalen hade visat. Det var denne som Rosenhan hade uteslutit från rapporten. Hon läser journalanteckningar från det sjukhus som ”David Lurie” - Rosenhan själv - togs in på. Av dem framgår att patienten uppgav att han försökte stänga ute rösterna med kopparmetall över öronen, att han var känslig för radiosignaler, att han kunde höra vad andra människor tänkte och att han hade självmordstankar. 
Cahalans slutsats blir att David Rosenhan hade fabricerat en stor del av uppgifterna i On being sane in insane places. Artikelns massiva genomslag kunde förklaras av det stora misstroende mot den psykiatriska diagnostiken och vården som redan fanns i samhället. Artikeln medverkade till en nödvändig åtstramning av diagnoskriterierna och bidrog till en behövlig förbättring av förhållandena för patienterna på psykiatriska kliniker. Den ledde emellertid också till att många psykiskt sjuka skrevs ut från sjukhusen, trots att de var i behov av sjukhusvård. Som en följd har andelen psykiskt sjuka i fängelserna ökat och många psykiskt sjuka finns bland de hemlösa.